# Messerich
Messerich település Németországban, Rajna-vidék-Pfalz tartományban. Lakosainak száma 567 fő (2023. december 31.).

## Népesség
A település népességének változása:
| Lakosok száma | 401  | 552  | 592  | 587  | 583  | 591  | 567  |
|               | 1975 | 2014 | 2017 | 2019 | 2021 | 2022 | 2023 |